# Jardin des Arènes-de-Montmartre
Jardin des Arènes-de-Montmartre är en park i Quartier de Clignancourt i Paris 18:e arrondissement, belägen nedanför Sacré-Cœur på Montmartre. Parkens ingång är belägen vid Rue Chappe 25. I Jardin des Arènes-de-Montmartre växer fruktträd, blodplommon och idegranar. Här finns även vinstockar.

## Omgivningar
- Sacré-Cœur
- Saint-Pierre de Montmartre
- Square Louise-Michel
- Carrousel de Saint-Pierre
- Place Saint-Pierre
- Montmartres bergbana

## Bilder
| - Rue Chappe. |

## Kommunikationer
- Tunnelbana – linje  – Anvers
- Bergbana Funiculaire
- Busshållplats Funiculaire – Paris bussnät, linje 40

### Webbkällor
- ”Jardin des Arènes de Montmartre”. Paris Info. Paris Convention and Visitors Bureau. https://en.parisinfo.com/paris-museum-monument/72065/Jardin-des-Arenes-de-Montmartre. Läst 28 februari 2021.
- ”Jardin des Arènes de Montmartre”. Paris.fr. https://www.paris.fr/equipements/jardin-des-arenes-de-montmartre-2699. Läst 28 februari 2021.